# Amtsgericht Pfarrkirchen
Das Amtsgericht Pfarrkirchen war ein von 1879 bis 1973 bestehendes bayerisches Gericht der ordentlichen Gerichtsbarkeit mit Sitz in der Stadt Pfarrkirchen.

## Geschichte
Anlässlich der Einführung des Gerichtsverfassungsgesetzes am 1. Oktober 1879 wurde in Pfarrkirchen ein Amtsgericht gebildet, dessen Bezirk mit dem des vorherigen Landgerichts Pfarrkirchen deckungsgleich war und folglich aus den Ortschaften Amsham, Baumgarten, Brombach, Dietersburg (bis 1886 Jedersburg), Egglham, Gangerbauer, Hirschbach, Lengsham, Loderham, Neuhofen, Neukirchen, Nöham, Pfarrkirchen, Postmünster, Reichenberg, Schalldorf, Triftern, Untergrasensee, Voglarn, Walburgskirchen und Waldhof bestand. Übergeordnete Instanzen waren das Landgericht Passau und das Oberlandesgericht München.
Am 1. Januar 1914 wurde die Gemeinde Asenham vom Amtsgerichtsbezirk Rotthalmünster abgetrennt und dem Amtsgerichtsbezirk Pfarrkirchen zugeteilt.
Mit Inkrafttreten des Gesetzes über die Organisation der ordentlichen Gerichte im Freistaat Bayern (GerOrgG) am 1. Juli 1973 wurde das Amtsgericht Pfarrkirchen aufgelöst und dessen Bezirk dem Amtsgericht Eggenfelden zugelegt.